# Museo Metropolitano de Waterworks
El Museo de Waterworks es un museo en el edificio Chestnut Hill Waterworks, originalmente una estación de bombeo del servicio Metropolitano Hidráulico de la ciudad de Boston. Contiene dispositivos de ingeniería mecánica bien conservados en un edificio Románico richardsoniano.
Durante sus años de mayor actividad, la planta de agua bombeaba hasta trescientos ochenta mil metros cúbicos de agua por día. La estación fue clausurada en la década de 1970, y más tarde algunos de sus edificios se convirtieron en condominios. Después de un período de desuso, se restauró la estación de bombeo y en 2007 se creó el Waterworks Preservation Trust para supervisar su conversión en museo. En marzo de 2011, el edificio volvió a abrir al público como Museo de Obras Sanitarias.

## Historia

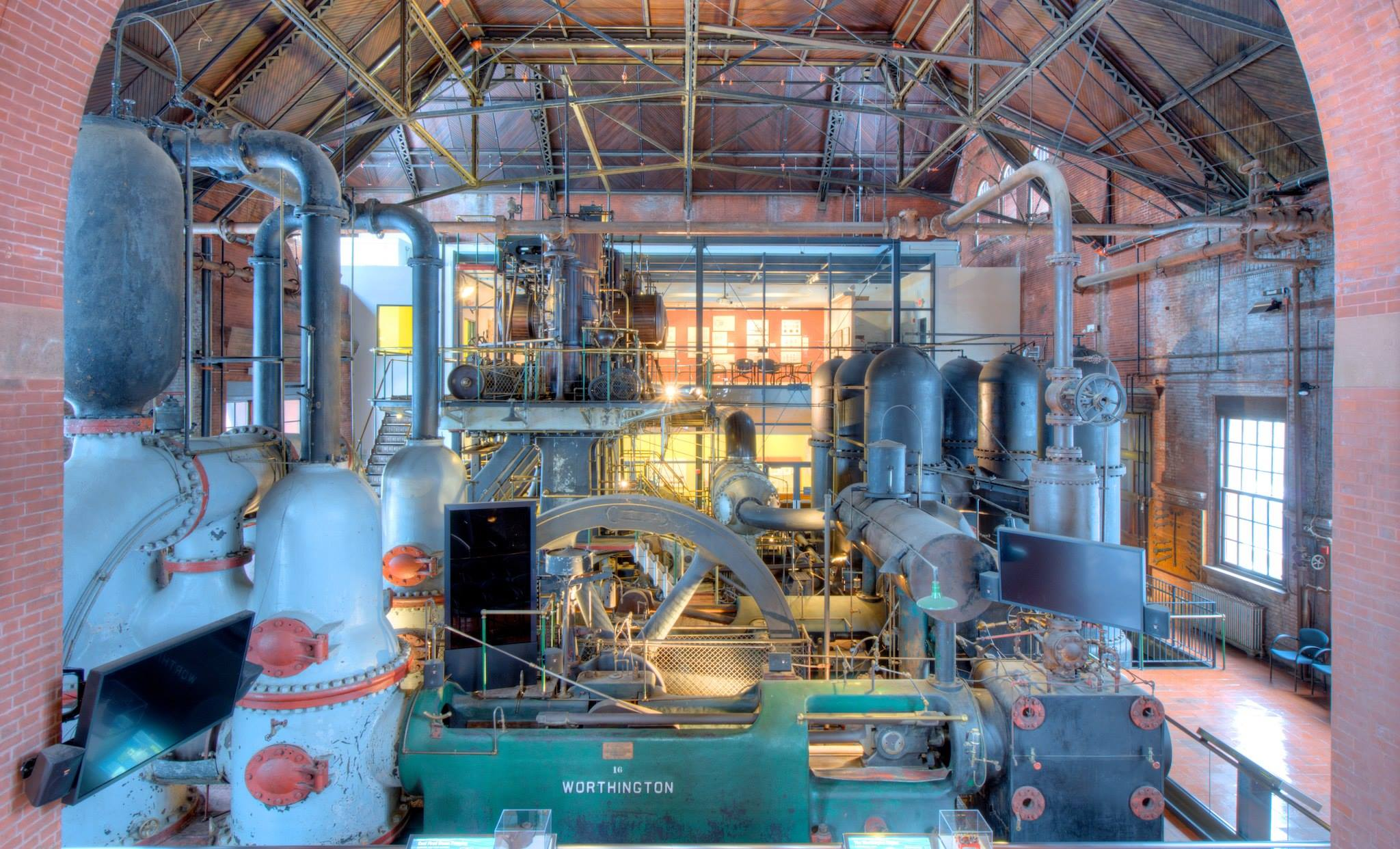
Los motores Leavitt y Worthington de la estación de bombeo

En la década de 1850, Boston comenzó a modernizar su suministro de agua, que en ese momento era una combinación de pozos, agua de estanque y tuberías cuesta abajo de un depósito de Natick.
En la década de 1870, los líderes de la ciudad de Boston decidieron que la ciudad necesitaba aumentar su filtración y bombeo de agua y comenzaron a buscar opciones.
En 1886, se diseñó esta estación de bombeo de gran capacidad y al año siguiente entró en funcionamiento como la estación de bombeo de Chestnut Hill, solo unos años después de la primera estación de este tipo en el mundo, en Alemania. El agua se bombeaba desde esta estación cuesta arriba hasta el depósito de Fisher Hill, donde la gravedad empujaba el agua hacia el área circundante.
En 1894, la estación puso en funcionamiento su tercera bomba de agua: una bomba de agua a vapor diseñada por Erasmus Darwin Leavitt. El motor de bombeo Leavitt-Riedler, como se le llamó más tarde, se promocionó como "el motor de bombeo más eficiente del mundo". Se presentó por primera vez y permaneció en funcionamiento hasta 1928. En el siglo XX fue declarado un hito histórico en ingeniería mecánica. por la Sociedad Americana de Ingenieros Mecánicos. Fue completamente restaurado por el museo y es la pieza central de su piso principal.

### Curiosidades
Mark Wahlberg filmó parte de su "You Gotta Believe" de 1992 en el sótano del edificio.
El edificio contiene los rostros en piedra de su diseñador, Arthur H. Vinal, y su esposa.

## Galería

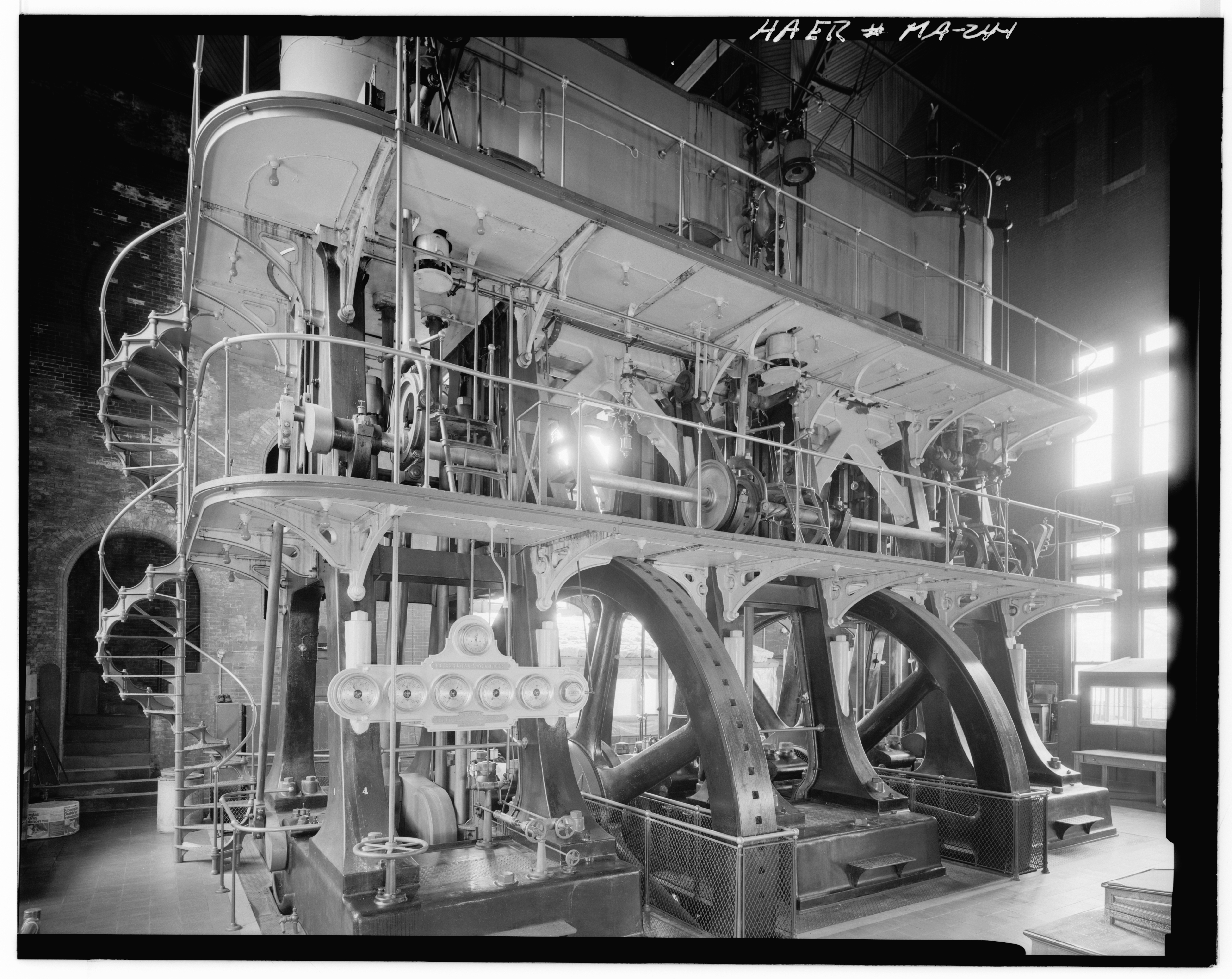
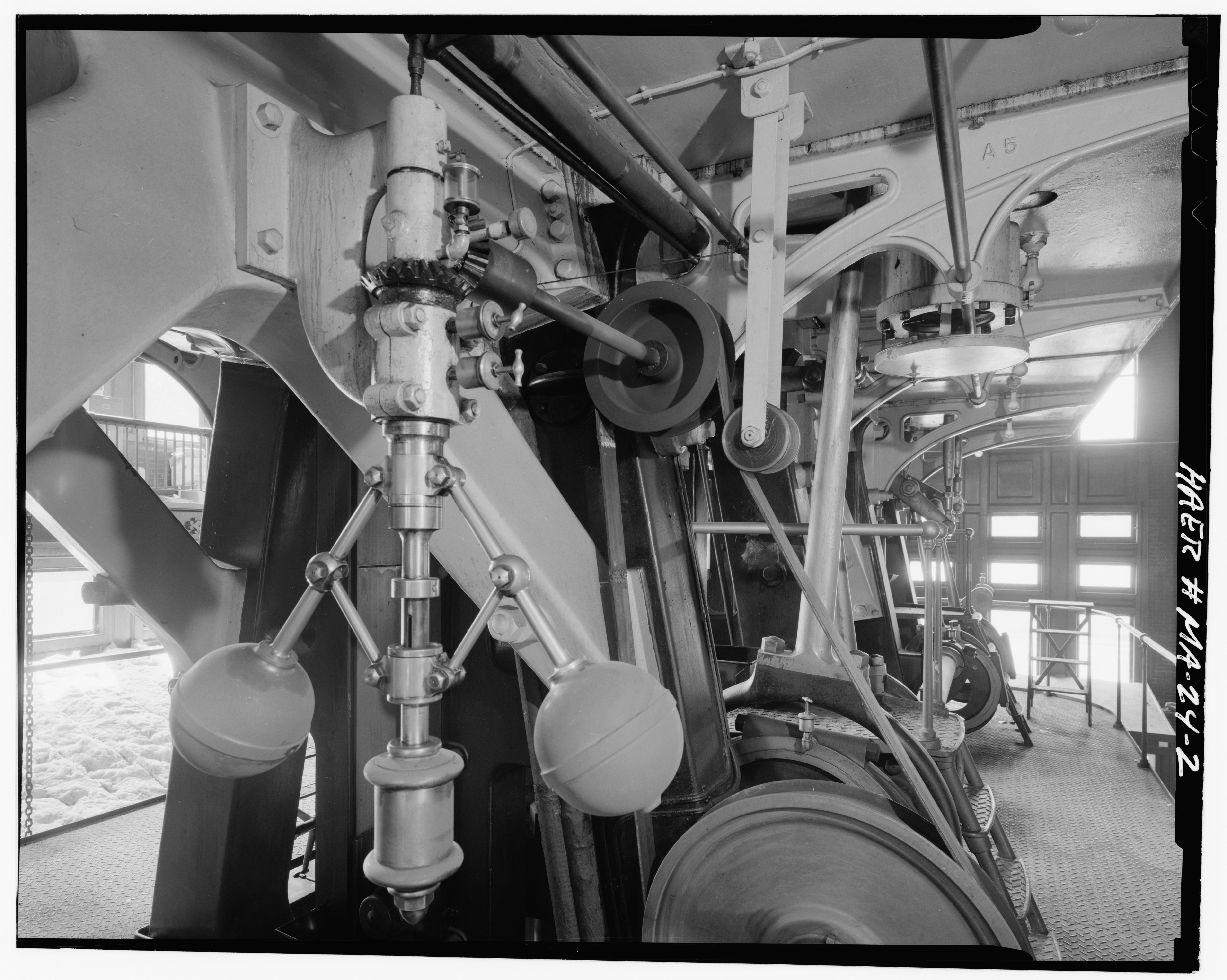
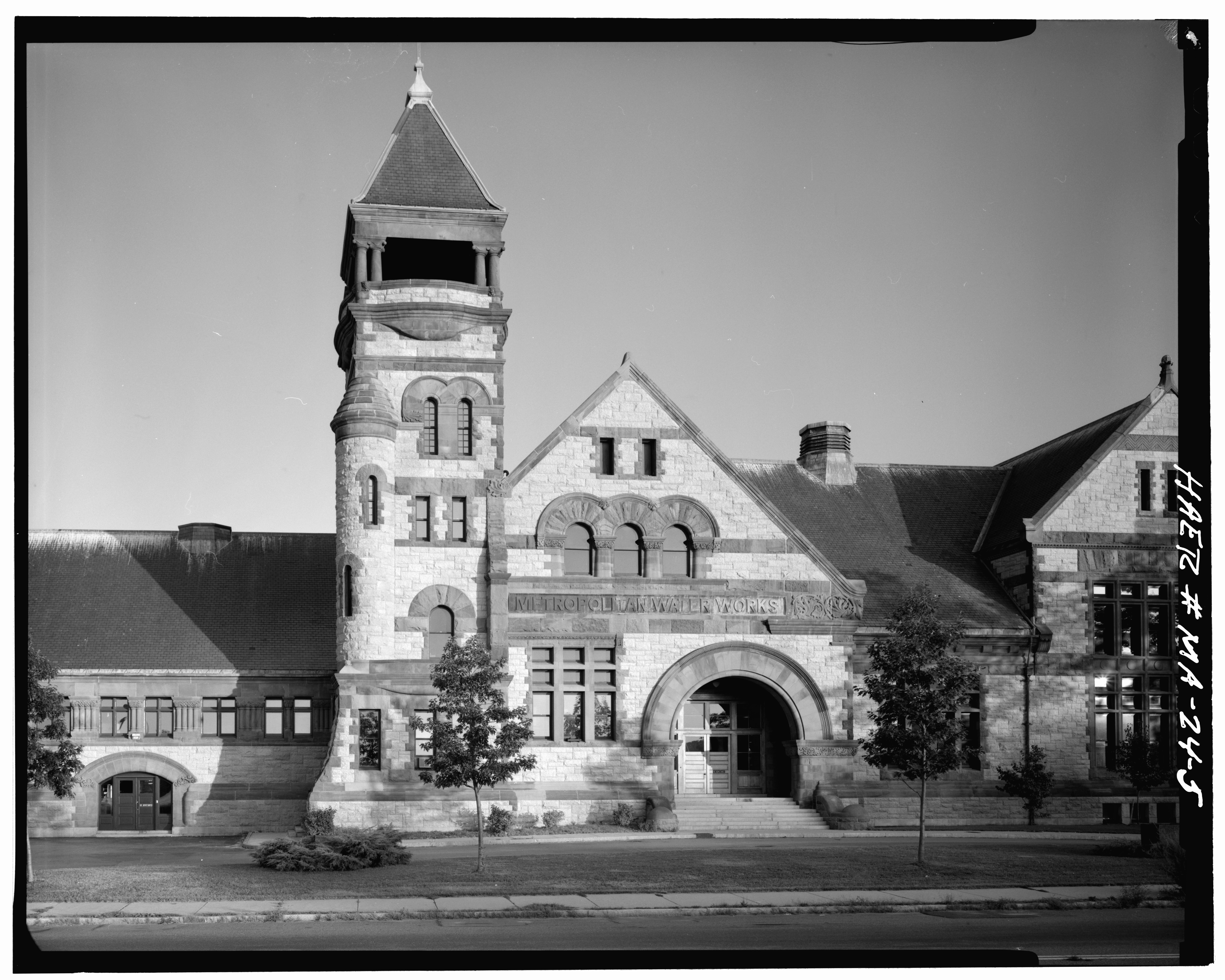
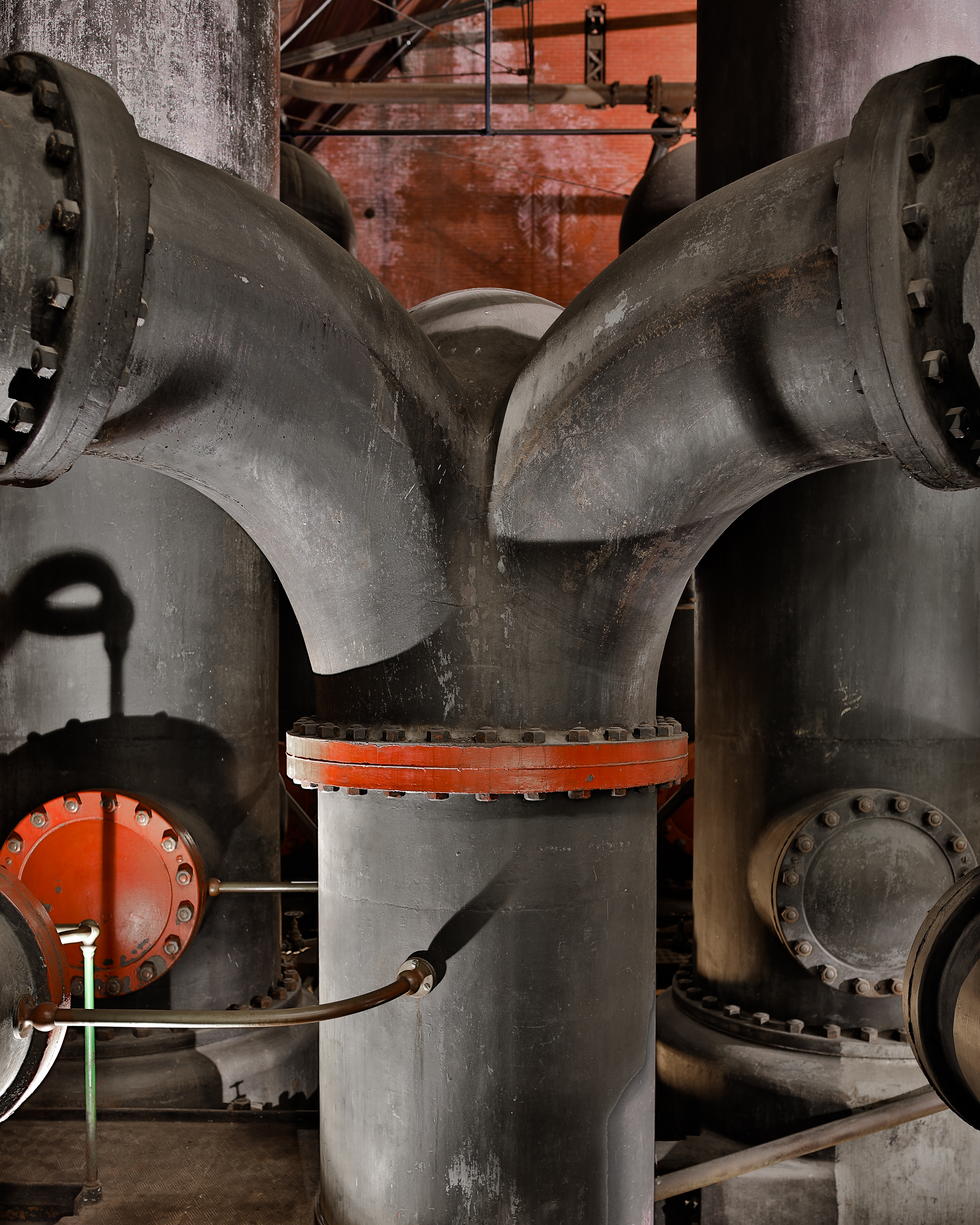
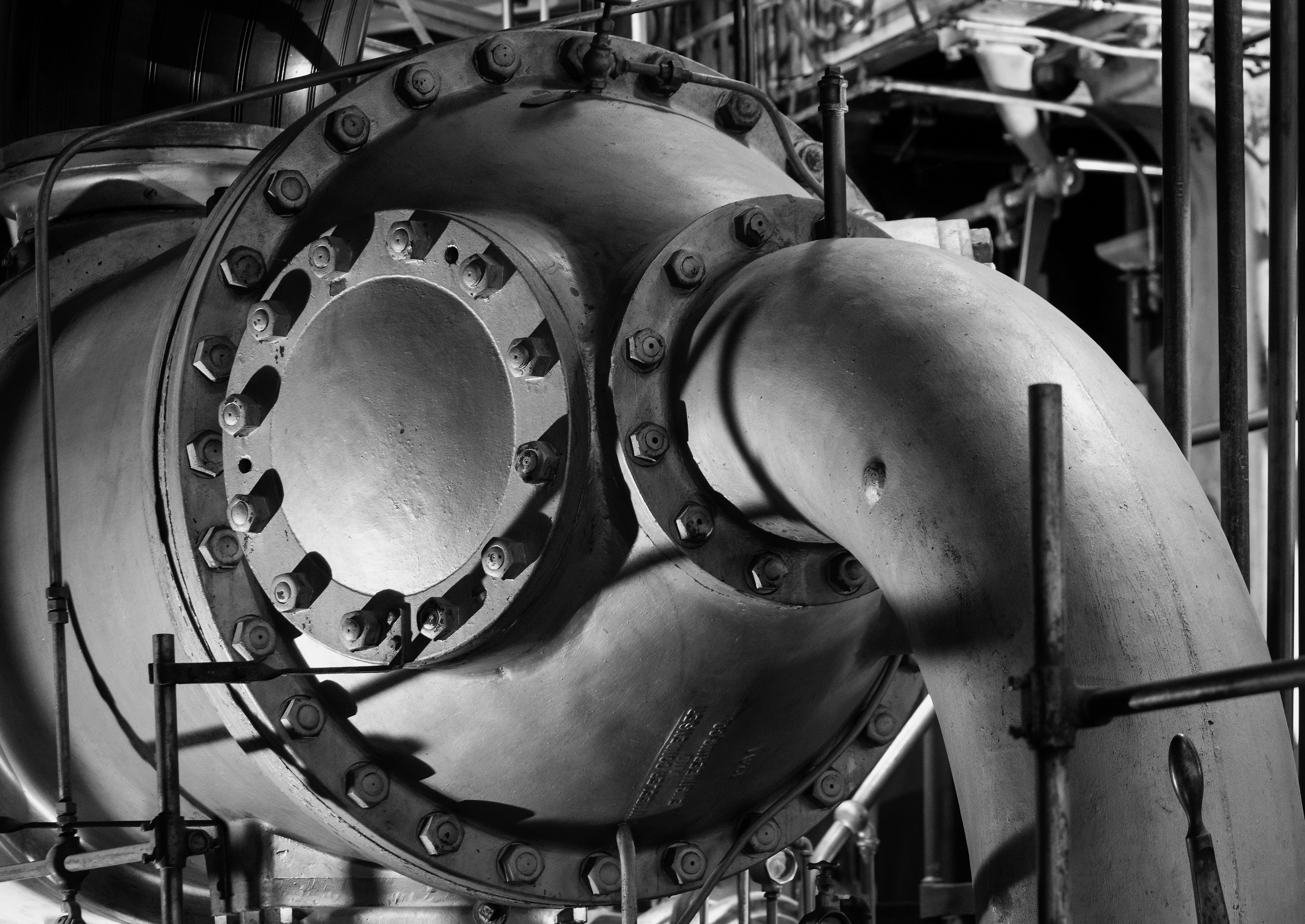
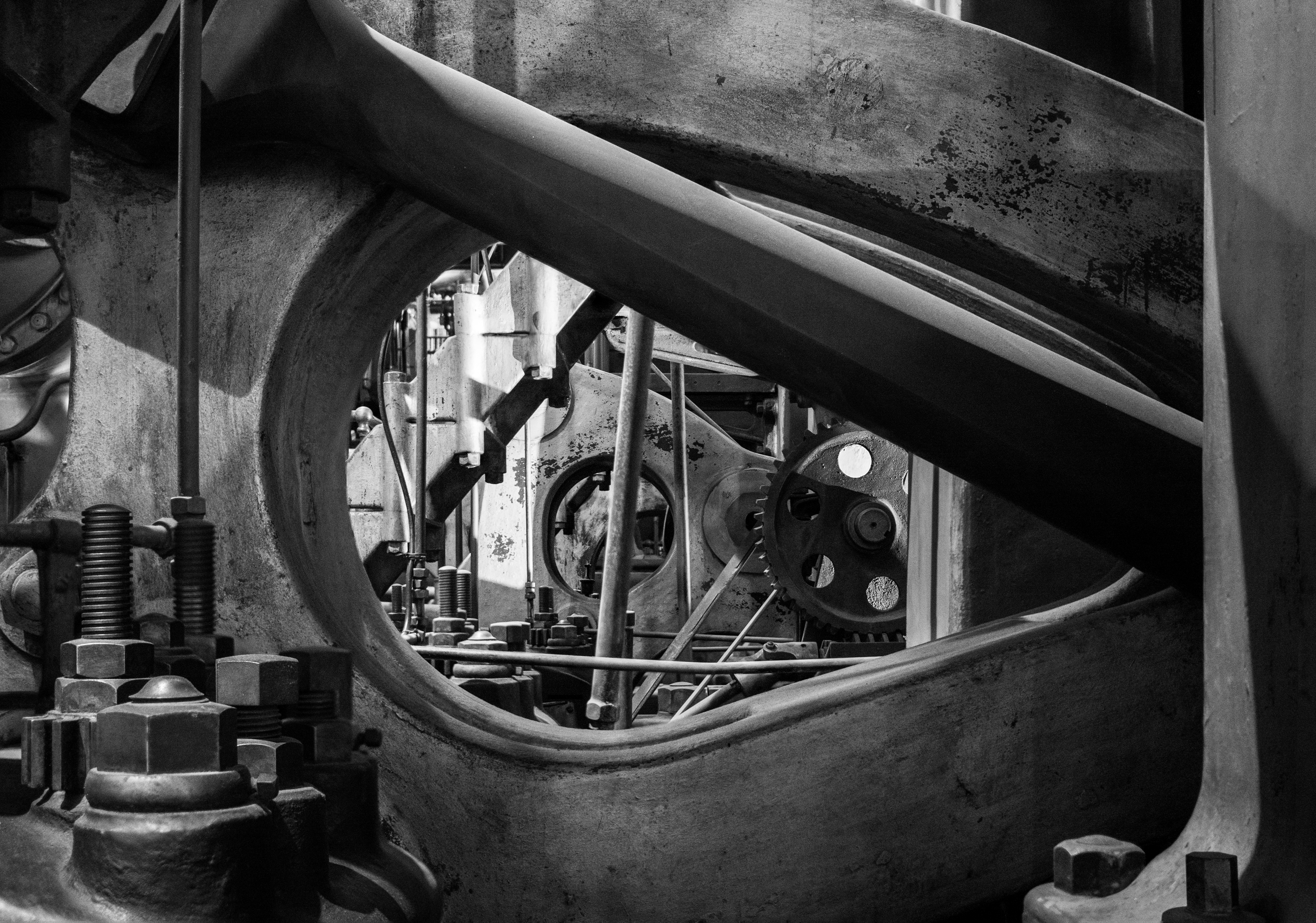
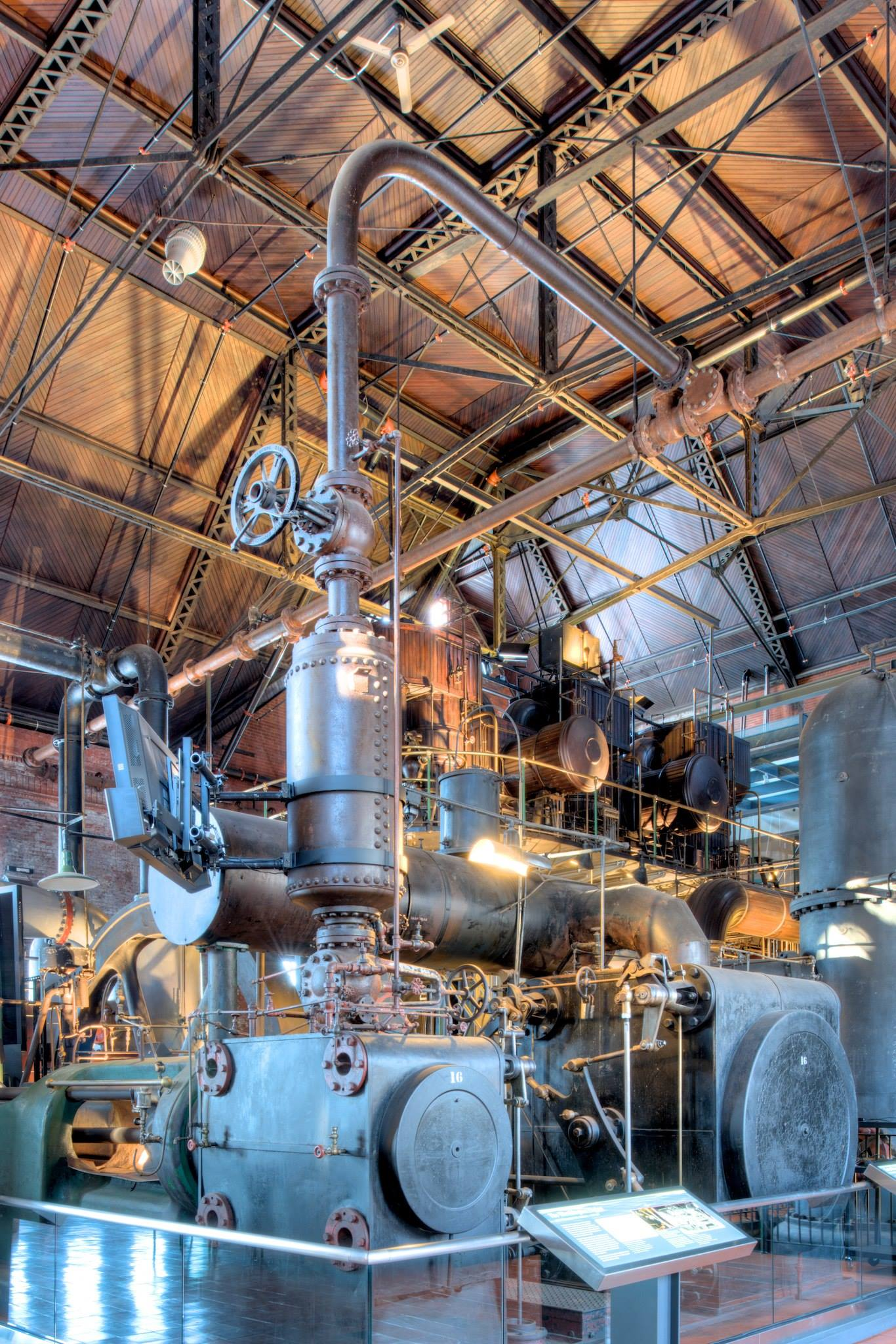
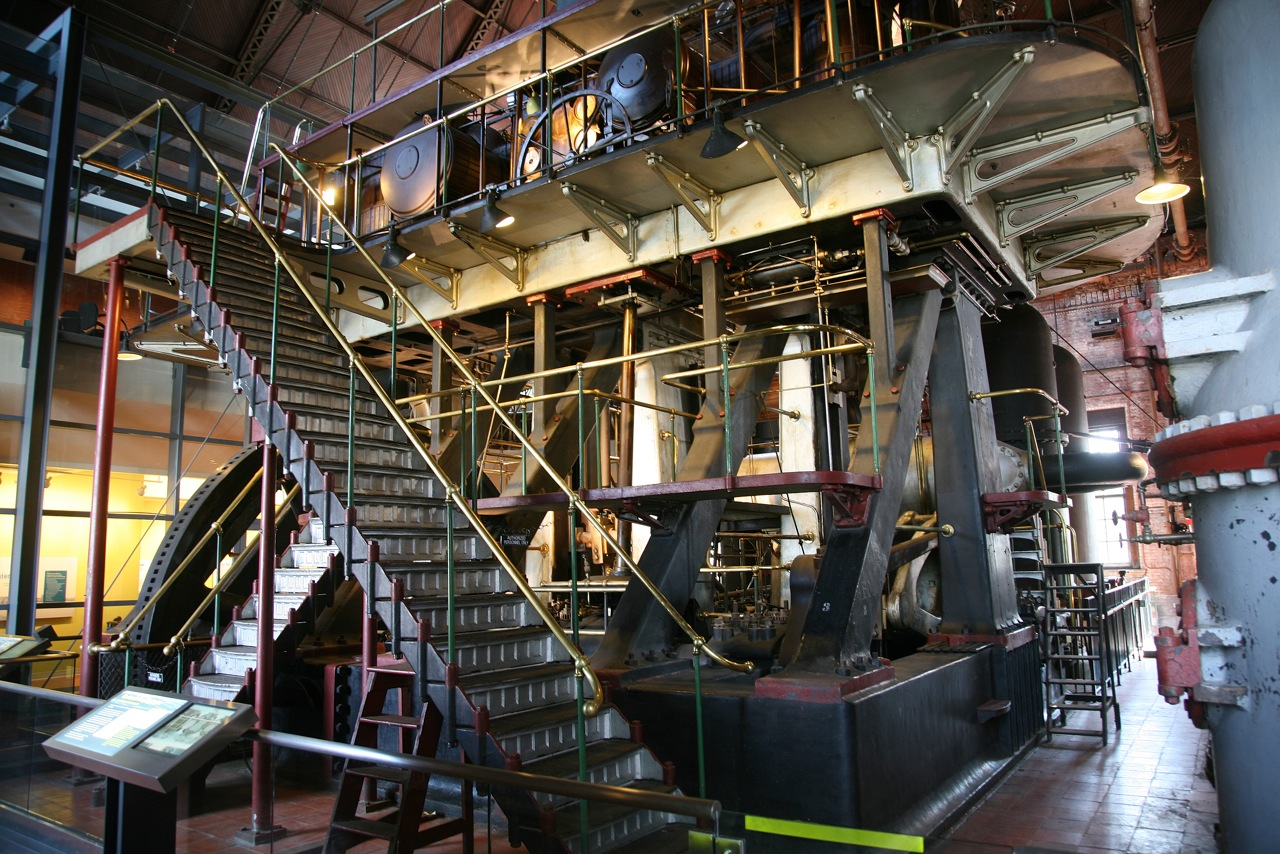